# Ground power unit

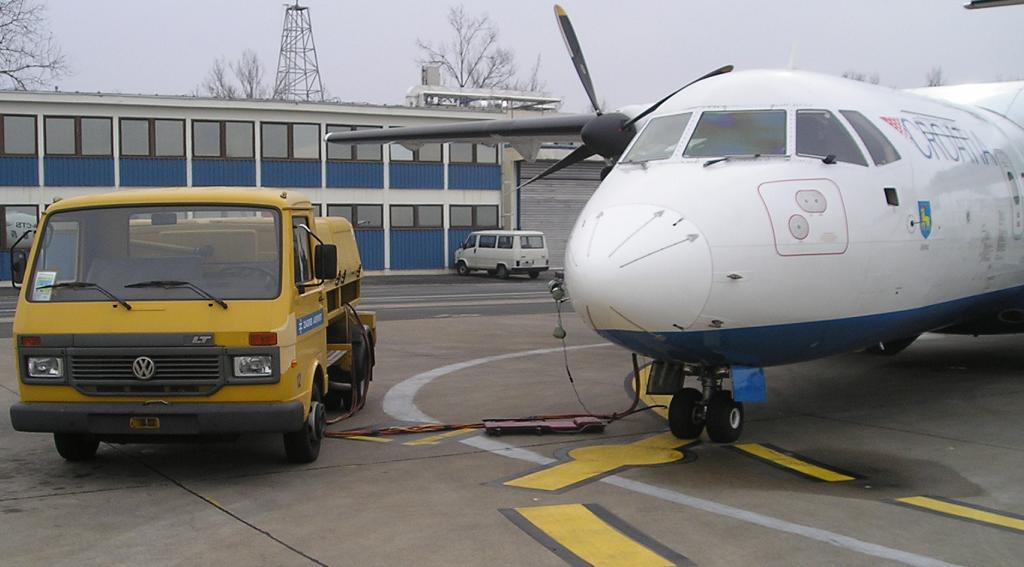
GPU a fornecer energia a um avião

Ground power unit ou GPU, é um equipamento móvel terrestre que serve para fornecer energia aos aviões quando estes se encontram estacionados no aeroporto, longe dos terminais.
O GPU é utilizado quando o avião não possui APU, quando este não está em funcionamento por restrições aeroportuárias ou por poupança de combustível.
G =  GROUND =  SOLO , PISTA
P = POWER = ENERGIA , POTENCIA
U= UNITY = UNIDADE
GPU= UNIDADE DE FORNECIMENTO DE ENERGIA A AERONAVE

## Alguns fabricantes
- «Grameyer Equipamentos Eletrônicos»
- «Guinault»
- «Omega»